# توم جونز (لاعب كريكت)
توم جونز (1 أبريل 1901 في المملكة المتحدة - 19 يوليو 1935 بوستمنستر في المملكة المتحدة)  (بالإنجليزية: Tom Jones)‏ هو لاعب كريكت بريطاني (وحمل سابقاً جنسية المملكة المتحدة لبريطانيا العظمى وأيرلندا). لعب مع نادي مقاطعة غلاموركن للكريكت ‏.